# Lilienstein
Lilienstein je 415 metrů vysoká stolová hora v Saském Švýcarsku v Německu, tyčící se nad údolím řeky Labe. Nachází se v blízkosti vesnice Waltersdorf, 15 km východně od města Pirny, 5 km západně od města Bad Schandau a ze tří stran je obklopen řekou Labe. Představuje symbol Národního parku Saské Švýcarsko.

## Původ jména
Jméno nemá nic společného s lilií, a bylo pravděpodobně odvozeno od jmen svatých (St. Gilgen nebo St. Ilgen - dřívější jména byla „Ylgenstein“ a „Illgenstein“). Svůj kořen má ve jméně svatého Jiljí.

## Dějiny
Nejstarší důkaz lidské přítomnosti na plošině Liliensteinu prokazují pazourkové nástroje, které byly nalezené na jejím jižním okraji, jejichž stáří se odhaduje v rozmezí 12000 př. n. l. až 2200 př. n. l.
První písemná zmínka o Liliensteinu pochází z roku 1379, pod názvem „Ylgenstein“. Již v raném středověku (kolem roku 1200) zde byl postaven malý skalní hrad Lilienstein, patřící Českému království. Stejně jako protější pevnost Königstein, přešel Lilienstein v důsledku sporu pánů z Dohny s míšenskými markrabaty v roce 1402 do vlastnictví míšeňských markrabat. Přestože je v roce 1406 zmíněna hradní posádka, hrad chátral a byl pravděpodobně opuštěn kolem roku 1550. Při vykopávkách v roce 1894 byl odkryt půdorys hradu. Kromě těchto pozůstatků lze dnes vidět ještě zahloubené kapsy pro nosné trámy na skalních výchozech.
Na vrcholové plošině se nachází 16 metrů vysoký obelisk, připomínající návštěvu kurfiřta Augusta II. Silného. V polovině 19. století byl na Liliensteinu postaven hostinec s dřevěnou rozhlednou. Nejvyšší je stěna jeho západního ramene, vysoká přes 100 metrů.
Na Lilienstein vede turistická stezka lesem od placeného parkoviště pod jižními stěnami masivu. Nakonec se jde po schodech a přes lávky spojující jednotlivé skály až na západní vyhlídku, odkud je výhled na okolní skalní oblasti. Naproti přes Labe je pevnost Königstein, a směrem na severozápad je výhled na Rathen s jeho kamenným mostem Basteibrücke.
V Saském Švýcarsku je horolezectví na masivech zakázáno. Západní výběžek Liliensteinu je výjimkou a je významným horolezeckým terénem.